# Hernán Huarache Mamani
Hernán Huarache Mamani (Chivay, 3 marzo 1943 – 20 ottobre 2016) è stato uno scrittore peruviano di etnia quechua, divulgatore e sostenitore della cultura Inca.

## Biografia
Laureato in Economia e Lingue, Hernán Huarache Mamani ha insegnato lingua quechua e cultura andina presso l'Università di San Agustin di Arequipa. È il fondatore dell'istituto I.N.C.A. (Istituto Nativo di Cultura Andina). Suoi libri sono tradotti in francese, inglese, italiano, tedesco.

## Tematiche
Centrale nei testi di Mamani è il rapporto fra l'uomo e la natura, un rapporto che deve essere recuperato affinché l'umanità possa salvarsi dalle conseguenze di quella distruzione dell'ambiente che l'umanità stessa opera. La natura è una Grande Madre, dispensatrice di tutto ciò di cui l'umanità necessita per vivere, ma non per questo essa va intesa come qualcosa da sfruttare, anzi, occorre restituire alla natura ciò che prendiamo, con gratitudine e umiltà.
Mamani è un erede moderno della cultura andina, cultura che ha sempre avuto un rapporto di rispetto e venerazione con la natura, Pachamama in lingua quechua: divinità della terra e della fertilità.
Strettamente connesso a questo tema, è l'altro del ruolo del femminile. La donna è sacra così come lo è la natura: entrambe dànno la vita, entrambe vanno rispettate e entrambe possono essere la fonte di quella spiritualità che oggi l'umanità ha bisogno di recuperare.

### L'ideale di un nuovo modello educativo
I tragici eventi dell'11 settembre 2001 hanno spinto il professor Mamani ad impegnarsi per la realizzazione di un nuovo modello educativo, basato sulla giustizia, la fraternità e l'uguaglianza, cominciando con la fondazione della scuola «de la vida y de la paz» («della vita e della pace») ad Arequipa, in Perù.
L'ideale di Mamani prevede che si forniscano alle giovani generazioni nuovi strumenti educativi che aiutino a comprendere la complementarità della natura femminile e maschile, e a valorizzare le qualità che distinguono l'essere umano dagli animali, per un futuro di pace e armonia che tenga conto delle componenti spirituali di uomini e donne.
(Hernán Huarache Mamani, appendice a Inkariy, pp. 347-8, Piemme, 2014)

## Opere

### Opere in lingua italiana
- La donna dalla coda d'argento, Mondadori
- Gli ultimi curanderos, Piemme
- Inkariy. La profezia del sole, Piemme
- La donna della luce, Piemme
- La profezia della curandera, Piemme
- Negli occhi dello sciamano, Piemme
- L'amore non muore mai, Uno Editori
- Meditazione nelle Ande, Uno Editori
- I Curanderos dell'anima, Piemme, 2015
- La Dea dell'amore, Piemme, 2016